# Laevipilina
Laevipilina är ett släkte av blötdjur. Laevipilina ingår i familjen Laevipilinidae.
Laevipilina är enda släktet i familjen Laevipilinidae.
Kladogram enligt Catalogue of Life:
| Laevipilina | \| \| Laevipilina antarctica \| \| \| \| \| \| Laevipilina cachuchensis \| \| \| \| \| \| Laevipilina hyalina \| \| \| \| \| \| Laevipilina rolani \| \| \| \| \| \| Laevipilina theresae \| \| \| \| |
|             | \| \| Laevipilina antarctica \| \| \| \| \| \| Laevipilina cachuchensis \| \| \| \| \| \| Laevipilina hyalina \| \| \| \| \| \| Laevipilina rolani \| \| \| \| \| \| Laevipilina theresae \| \| \| \| |
|             | Laevipilina antarctica |
|             | |
|             | Laevipilina cachuchensis |
|             | |
|             | Laevipilina hyalina |
|             | |
|             | Laevipilina rolani |
|             | |
|             | Laevipilina theresae |
|             | |